# احمدرسول
احمدرسول، روستایی از توابع بخش سیلوانه شهرستان ارومیه در استان آذربایجان غربی ایران است.

## جمعیت
این روستا در دهستان دشت قرار دارد و براساس سرشماری مرکز آمار ایران در سال ۱۳۸۵، جمعیت آن زیر سه خانوار بوده‌است.